# Licenze BSD
Le licenze BSD sono una famiglia di licenze permissive, senza copyleft, per software. Molte sono considerate libere ed open source. Il loro nome deriva dal fatto che la licenza BSD originale (detta anche licenza BSD con 4 clausole) fu usata originariamente per distribuire il sistema operativo Unix Berkeley Software Distribution (BSD), una revisione libera di Unix sviluppata presso l'Università di Berkeley.
La versione originale è stata successivamente rivista e le sue discendenti sono più propriamente definite licenze BSD modificate. Due varianti della licenza, la Nuova Licenza BSD (o Licenza BSD Modificata), e la Licenza semplificata BSD (o FreeBSD) sono state verificate come licenze di software libero compatibili con la GPL dalla Free Software Foundation, e sono state controllate come licenze open source dalla Open Source Initiative, mentre la licenza originale non è stata accettata come una licenza open source e, anche se è considerata una licenza software libero da parte della FSF, quest'ultima non ritiene che essa sia compatibile con la GPL.

## Descrizione

### Garanzie
Le licenze BSD garantiscono le quattro libertà del software e sono quindi qualificate come licenze per il software libero dalla FSF. Tuttavia risultano più deboli di altre, ad esempio della licenza GNU General Public License (GNU GPL), nel garantire il perpetuarsi di tali libertà nel tempo. Non avendo fra i propri obiettivi quello di proteggere la libertà del software cui sono applicate ma semplicemente di rendere per tutti il software completamente libero, accessibile e modificabile. Chi infatti modifichi un programma protetto da licenze BSD, può ridistribuirlo usando la stessa o qualunque altra licenza (anche non libera), senza avere l'obbligo di redistribuire le modifiche apportate al codice sorgente. 
Per questo molti esponenti del movimento GNU, a cominciare da Richard Stallman suo fondatore, consigliano di non utilizzarle, per poter meglio salvaguardare i proprietari dallo sfruttamento del proprio lavoro a fini commerciali da parte di terzi, utilizzando al suo posto una licenza che fornisca più tutele sulle opere derivate, come quella della Free Software Foundation (GPL). Basti pensare, a titolo di esempio, che se il sistema operativo BSD fosse stato distribuito sotto licenza GPL al posto della licenza BSD, la Apple inc. non avrebbe mai potuto incorporare il sistema operativo Darwin (derivato da BSD) all'interno del suo OS X, di cui costituisce il cuore; in alternativa avrebbe potuto farlo, solo a patto di distribuire OS X sotto la medesima licenza GPL (e ci sarebbe stato quindi un "OS X a codice aperto per legge"). 
Ma la licenza del sistema operativo BSD consentiva la chiusura in senso proprietario e lo sfruttamento commerciale delle opere derivate e di conseguenza la Apple ha potuto includere il generoso lavoro altrui all'interno di un prodotto destinato al mercato (Os X) senza violare alcunché.

### Idea di fondo
Le licenze BSD riflettono l'idea più ampia possibile del "dono" inteso in senso liberale (ovvero una tantum) ma senza la "programmaticità" che contraddistingue la licenza GPL: chiunque può fare ciò che meglio crede del programma distribuito ed acquisito con l'unico dovere di citare l'autore. Non si può ridistribuire il codice con un'altra licenza e assieme alla ridistribuzione dei file binari deve essere allegata la licenza. Tuttavia nessuna garanzia copre e mai coprirà le opere derivate o le successive versioni. La licenza BSD si limita a "fotografare il presente".

## Termini
I testi delle licenze sono considerati di pubblico dominio e possono quindi essere modificati senza restrizioni.

### Licenza BSD originale (4 clausole)
La licenza BSD originale conteneva una clausola che non si trova nelle successive, conosciuta come la "clausola pubblicitaria".
Testo originale
```
Copyright (c) <year>, <copyright holder>
All rights reserved.

Redistribution and use in source and binary forms, with or without
modification, are permitted provided that the following conditions are met:
1. Redistributions of source code must retain the above copyright
   notice, this list of conditions and the following disclaimer.
2. Redistributions in binary form must reproduce the above copyright
   notice, this list of conditions and the following disclaimer in the
   documentation and/or other materials provided with the distribution.
3. All advertising materials mentioning features or use of this software
   must display the following acknowledgement:
   This product includes software developed by the <organization>.
4. Neither the name of the <organization> nor the
   names of its contributors may be used to endorse or promote products
   derived from this software without specific prior written permission.

THIS SOFTWARE IS PROVIDED BY <COPYRIGHT HOLDER> ''AS IS'' AND ANY
EXPRESS OR IMPLIED WARRANTIES, INCLUDING, BUT NOT LIMITED TO, THE IMPLIED
WARRANTIES OF MERCHANTABILITY AND FITNESS FOR A PARTICULAR PURPOSE ARE
DISCLAIMED. IN NO EVENT SHALL <COPYRIGHT HOLDER> BE LIABLE FOR ANY
DIRECT, INDIRECT, INCIDENTAL, SPECIAL, EXEMPLARY, OR CONSEQUENTIAL DAMAGES
(INCLUDING, BUT NOT LIMITED TO, PROCUREMENT OF SUBSTITUTE GOODS OR SERVICES;
LOSS OF USE, DATA, OR PROFITS; OR BUSINESS INTERRUPTION) HOWEVER CAUSED AND
ON ANY THEORY OF LIABILITY, WHETHER IN CONTRACT, STRICT LIABILITY, OR TORT
(INCLUDING NEGLIGENCE OR OTHERWISE) ARISING IN ANY WAY OUT OF THE USE OF THIS
SOFTWARE, EVEN IF ADVISED OF THE POSSIBILITY OF SUCH DAMAGE.
```

Testo italiano
```
Copyright (c) <anno>, <possessore copyright>
Tutti i diritti riservati.

La ridistribuzione e l'uso in forma di codice sorgente e in forma binaria, con o senza modifiche, è consentito 
purché siano rispettate le seguenti condizioni:

1. Le ridistribuzioni del codice sorgente devono conservare la nota di copyright sopra riportata, questa lista di condizioni
   e la seguente limitazione di responsabilità.
2. Le ridistribuzioni in forma binarie devono riprodurre la nota di copyright sopra riportata, questa lista di condizioni
   e la seguente limitazione di responsabilità nella documentazione e/o altri materiali forniti con la distribuzione.
3. Ogni materiale pubblicitario che riporti caratteristiche o uso di questo software deve presentare la menzione seguente:
   Questo prodotto include software sviluppato da <organizzazione>.
4. Né il nome di <organizzazione>, né i nomi dei suoi collaboratori possono essere utilizzati per avallare o promuovere prodotti
   derivati da questo software senza uno specifico permesso scritto.

Questo software è fornito dal <detentore del copyright> "così com'è" e qualsiasi
garanzia espressa o implicita, inclusiva di, ma non limitata a, garanzie implicite
di commerciabilità e idoneità ad uno scopo particolare, viene disconosciuta. In nessun caso il detentore
del copyright sarà ritenuto responsabile per qualsiasi danno diretto, indiretto, connesso, particolare,
esemplare o conseguente (inclusivo di, ma non limitato a, approvvigionamento di beni o servizi alternativi;
perdita di utilità, dati o profitti; interruzione di affari) comunque causati e su qualsiasi ipotesi di
responsabilità, come da contratto, responsabilità oggettiva, o torto (compresa negligenza o altro)
derivante in qualsiasi modo dall'utilizzo di questo software anche se al corrente della possibilità di tale danno.
```

### Licenza BSD modificata/Nuova licenza BSD (3 clausole)
Il 22 luglio 1999 venne pubblicata una licenza BSD ulteriormente aperta, detta licenza BSD modificata o licenza BSD con 3 clausole). In questa licenza, una leggera modifica ad opera di William Hoskins, direttore ufficio licenze dell'università di Berkeley, elimina ufficialmente il terzo punto della licenza, la cosiddetta clausola pubblicitaria. Tale punto obbligava chi utilizzava funzionalità di software tratto da BSD, a dichiarare che erano state sviluppate dall'università di Berkeley. Questo punto secondo la Free Software Foundation non rendeva la licenza non libera ma creava problemi pratici perché la rendeva incompatibile con la GPL. La Free Software Foundation sconsiglia l'uso della licenza BSD originale, ma consiglia per chi voglia usare una licenza software permissiva la licenza BSD con 3 clausole o la licenza MIT.
Questa versione è stata riconosciuta come una licenza open source dalla OSI. La Free Software Foundation, che si riferisce alla licenza come "licenza BSD modificata", afferma che è compatibile con la GNU GPL. La FSF incoraggia gli utenti a essere specifici quando si fa riferimento alla licenza in base al nome per evitare confusione con la licenza BSD originale. Questa versione permette la redistribuzione illimitata per qualsiasi scopo a patto che siano mantenute le sue note di copyright. La licenza contiene anche una clausola che limita l'uso dei nomi dei collaboratori dell'opera senza permessi speciali.
Testo originale
```
Copyright (c) <year>, <copyright holder>
All rights reserved.

Redistribution and use in source and binary forms, with or without
modification, are permitted provided that the following conditions are met:
1. Redistributions of source code must retain the above copyright
   notice, this list of conditions and the following disclaimer.
2. Redistributions in binary form must reproduce the above copyright
   notice, this list of conditions and the following disclaimer in the
   documentation and/or other materials provided with the distribution.
3. Neither the name of the <organization> nor the
   names of its contributors may be used to endorse or promote products
   derived from this software without specific prior written permission.

THIS SOFTWARE IS PROVIDED BY <COPYRIGHT HOLDER> ''AS IS'' AND ANY
EXPRESS OR IMPLIED WARRANTIES, INCLUDING, BUT NOT LIMITED TO, THE IMPLIED
WARRANTIES OF MERCHANTABILITY AND FITNESS FOR A PARTICULAR PURPOSE ARE
DISCLAIMED. IN NO EVENT SHALL <COPYRIGHT HOLDER> BE LIABLE FOR ANY
DIRECT, INDIRECT, INCIDENTAL, SPECIAL, EXEMPLARY, OR CONSEQUENTIAL DAMAGES
(INCLUDING, BUT NOT LIMITED TO, PROCUREMENT OF SUBSTITUTE GOODS OR SERVICES;
LOSS OF USE, DATA, OR PROFITS; OR BUSINESS INTERRUPTION) HOWEVER CAUSED AND
ON ANY THEORY OF LIABILITY, WHETHER IN CONTRACT, STRICT LIABILITY, OR TORT
(INCLUDING NEGLIGENCE OR OTHERWISE) ARISING IN ANY WAY OUT OF THE USE OF THIS
SOFTWARE, EVEN IF ADVISED OF THE POSSIBILITY OF SUCH DAMAGE.
```

Testo italiano
```
Copyright (c) <anno>, <possessore copyright>
All rights reserved.

La ridistribuzione e l'uso in forma di codice sorgente e binaria, con o senza modifiche, sono permesse purché siano rispettate le seguenti condizioni:

1. Le ridistribuzioni di codice originale devono conservare la nota di copyright sopra riportata, questa lista di condizioni e il seguente disconoscimento.
2. Le ridistribuzioni in formule binarie devono riprodurre la nota di copyright sopra riportata, questa lista di condizioni e il seguente disconoscimento nella documentazione e/o altri materiali forniti con la distribuzione.
3. Né il nome della <organizzazione>, né i nomi dei suoi collaboratori possono essere utilizzati per avallare o promuovere prodotti derivati da questo software senza uno specifico permesso scritto.

Questo software è fornito dal <possessore di copyright> "così com'è" e qualsiasi garanzia espressa o implicita, che includa, ma che non sia limitata a, garanzie implicite di commerciabilità e idoneità a scopo particolare, viene disconosciuta. In nessun caso il possessore di copyright sarà ritenuto responsabile per qualsiasi danno diretto, indiretto, connesso, particolare,
esemplare o conseguente (includente, ma non limitato a, approvvigionamenti di beni o servizi alternativi;
perdita di utilità, dati o profitti; interruzione di affari) comunque causati e su qualsiasi ipotesi di responsabilità, come da contratto, responsabilità oggettiva, o torto (compresa negligenza o altro)
derivante in qualsiasi modo dall'utilizzo di questo software anche se al corrente della possibilità di tale danno.
```

### Licenza BSD Semplificata/ Licenza FreeBSD (2 clausole)
Questa è una versione ancora più semplificata della precedente ed è conosciuta soprattutto per il suo utilizzo in FreeBSD. La differenza principale tra questa e la Nuova Licenza BSD (3 clausole) è che si omette la clausola di non approvazione ed è quindi quasi equivalente alla Licenza MIT. Dal 9 gennaio 2008 è stata approvata dalla OSI.
Testo originale
```
Copyright (c) <YEAR>, <OWNER>
All rights reserved.

Redistribution and use in source and binary forms, with or without
modification, are permitted provided that the following conditions are met:

1. Redistributions of source code must retain the above copyright notice, this
   list of conditions and the following disclaimer. 
2. Redistributions in binary form must reproduce the above copyright notice,
   this list of conditions and the following disclaimer in the documentation
   and/or other materials provided with the distribution.

THIS SOFTWARE IS PROVIDED BY THE COPYRIGHT HOLDERS AND CONTRIBUTORS "AS IS" AND
ANY EXPRESS OR IMPLIED WARRANTIES, INCLUDING, BUT NOT LIMITED TO, THE IMPLIED
WARRANTIES OF MERCHANTABILITY AND FITNESS FOR A PARTICULAR PURPOSE ARE
DISCLAIMED. IN NO EVENT SHALL THE COPYRIGHT OWNER OR CONTRIBUTORS BE LIABLE FOR
ANY DIRECT, INDIRECT, INCIDENTAL, SPECIAL, EXEMPLARY, OR CONSEQUENTIAL DAMAGES
(INCLUDING, BUT NOT LIMITED TO, PROCUREMENT OF SUBSTITUTE GOODS OR SERVICES;
LOSS OF USE, DATA, OR PROFITS; OR BUSINESS INTERRUPTION) HOWEVER CAUSED AND
ON ANY THEORY OF LIABILITY, WHETHER IN CONTRACT, STRICT LIABILITY, OR TORT
(INCLUDING NEGLIGENCE OR OTHERWISE) ARISING IN ANY WAY OUT OF THE USE OF THIS
SOFTWARE, EVEN IF ADVISED OF THE POSSIBILITY OF SUCH DAMAGE.

The views and conclusions contained in the software and documentation are those
of the authors and should not be interpreted as representing official policies, 
either expressed or implied, of the FreeBSD Project.

```

Testo italiano
```
Copyright (c) <anno>, <proprietario>
All rights reserved.

La ridistribuzione e l'uso in forma di codice sorgente e binaria, con o senza modifiche, sono permesse purché siano rispettate le seguenti condizioni:
1. Le ridistribuzioni di codice originale devono conservare la nota di copyright sopra riportato, questa lista di condizioni
   e il seguente disconoscimento.
2. Le ridistribuzioni in formule binarie devono riprodurre la nota di copyright sopra riportata, questa lista di condizioni
   e il seguente disconoscimento nella documentazione e/o altri materiali forniti con la distribuzione.

Questo software è fornito dal <possessore di copyright> "così com'è" e qualsiasi
garanzia espressa o implicita, che includa, ma che non sia limitata a, garanzie implicite
di commerciabilità e idoneità a scopo particolare, viene disconosciuta. In nessun caso il possessore
di copyright sarà ritenuto responsabile per qualsiasi danno diretto, indiretto, connesso, particolare,
esemplare o conseguente (includente, ma non limitato a, approvvigionamenti di beni o servizi alternativi;
perdita di utilità, dati o profitti; interruzione di affari) comunque causati e su qualsiasi ipotesi di
responsabilità, come da contratto, responsabilità oggettiva, o torto (compresa negligenza o altro)
derivante in qualsiasi modo dall'utilizzo di questo software anche se al corrente della possibilità di tale danno.

Le volontà e le finalità contenute nel software e nella documentazione sono quelle
degli autori e non vanno interpretate come rappresentazione delle politiche ufficiali,
sia espresse che implicite, del progetto FreeBSD.
```

## Licenze stile-BSD
Molte licenze libere o open source che derivano o sono simili alla licenza BSD sono ampiamente usate:
- NetBSD usa una licenza BSD con 2 clausole.
- FreeBSD usa una licenza BSD con 2 clausole con una dichiarazione addizionale alla fine che dice che i punti di vista dei contributori non sono politiche ufficiali del progetto FreeBSD.
- FreeBSD inoltre usa anche la FreeBSD Documentation License, una licenza simile alla BSD Documentation License che è specifica per la documentazione.
- La licenza del Massachusetts Institute of Technology (licenza MIT) è basata sulla licenza BSD con la maggior parte delle clausole rimosse ed un permesso esplicito per sottolicenziare e vendere il software.
- OpenBSD usa una https://www.openbsd.org/cgi-bin/cvsweb/src/share/misc/license.template?rev=HEAD[collegamento interrotto] modellata sulla base della licenza ISC per tutto il software addizionale creato dal progetto, è funzionalmente una licenza BSD con 2 clausole, senza clausole addizionali o altre conseguenze coinvolte.
- La NCSA Open Source License combina il testo delle licenze MIT e BSD ed è equivalente alla licenza BSD con 3 clausole.
- La Xiph.Org Foundation usa la licenza BSD con 3 clausole per le librerie binarie dei suoi progetti senza differenze significative dalla licenza BSD modificata.
- Lava License licenza con spunto dalla licenza BSD Originale(a 4 clausole).